# 斯雷滕·茹约维奇

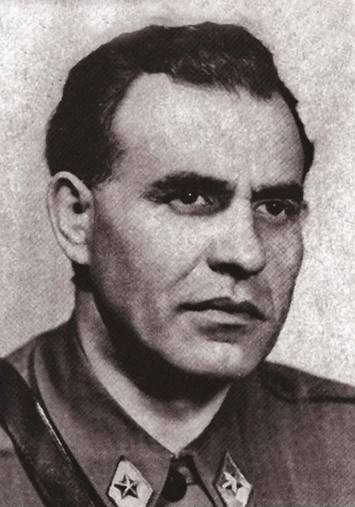

斯雷滕·茹约维奇（俄语：Сретен Жуйович；1899年6月24日—1976年6月11日），是南斯拉夫的政治家，陆军中将，曾担任南斯拉夫的财政部长。1948年7月，在“南共五大”上，被扣上叛国罪，解除一切职务。
苏南冲突时，茹约维奇是南共唯一公开支持斯大林与共产党和工人党情报局的中央委员。因此被铁托批为“情报局分子”而整肃。